# Douglass Cadwallader
Douglass Pope "Doug" Cadwallader  (Illinois, 29 janvier 1884 - Minneapolis, Minnesota, 7 février 1971) est un golfeur américain. En 1904, il remporta une médaille de bronze en golf aux Jeux olympiques de St. Louis, dans la catégorie par équipe. 